# Russula parazurea
Russula parazurea Jul. Schäff., 1931 è un fungo basidiomicete della famiglia Russulaceae.

## Etimologia
Dal latino parazureus =  simile all'azureus.

L'epiteto del binomio obsoleto R. ochrospora deriva dal greco okhrós = giallo e sporá = seme, cioè dalle spore color ocra.

## Descrizione della specie

### Cappello
5-15 cm di diametro, carnoso e sodo, prima convesso, subito piano ombelicato-depresso, leggermente imbutiforme.
Cuticolache si separa facilmente fino alla metà del raggio, rugosa, opaca, densamente pruinosa, di colore grigio-verde, verde cobalto uniforme, con riflessi olivastri o verde-nerastri, più scura al centro e più chiara all'orlo.
Marginecortamente involuto piuttosto sottile, ma non striato o con striatura cortissima nel fungo adulto.

### Lamelle
Mediamente fitte (7 in 10 mm), fragili, biforcate al gambo, alte 7-8 mm, libere o subdecorrenti con dentino, bianche poi color crema o giallastre. Lamellule assenti.

### Gambo
Il gambo misura all'incirca 3-7 x 0,7-2 cm, sodo, pieno, poi macchiato di bruno in vecchiaia, pieno, sodo, poi midolloso, farcito, pruinoso all'apice, liscio altrove, spesso leggermente svasato all'apice.

### Carne
La carne si presenta bianca, omogenea al gambo, soda e immutabile.
- Odore:  insignificante ma poco gradevole negli esemplari adulti.
- Sapore: dolce, leggermente piccante nelle lamelle.[2]

### Caratteri microscopici
Spore6-8,5 x 5-6,4 µm, poco amiloidi, subovoidali, verrucose o verrucose-crestate, subreticolate,  colore crema in massa.
Basidi35-50 x 7-10 µm, tetrasporici.
Cistidi56-90(100) x 8-12(13) µm, fusiformi.

## Reazioni macrochimiche
- Con KOH sul cappello vira all'arancio-rosso.[2]

## Distribuzione e habitat
Specie acidofila, abbastanza comune, cresce in boschi di latifoglia (Carpinus, Quercus, Tilia, Betula, Corylus) e aghifoglia (Abies),  dalla tarda primavera all'autunno inoltrato. È diffusa in Europa.

## Commestibilità
Buon commestibile.

## Tassonomia

### Sinonimi e binomi obsoleti
- Russula palumbina subsp. parazurea (Jul. Schäff.) Konrad & Maubl., Icones Selectae Fungorum Fasc. 9: 418 (1935)
- Russula aeruginea sensu Cooke [Ill. Brit. Fung. 1027 (1090) Vol. 7 (1888)]; fide Checklist of Basidiomycota of Great Britain and Ireland (2005)
- Russula parazurea Jul. Schäff., Z. Pilzk.: 105 (1931) var. parazurea
- Russula parazurea Jul. Schäff., Z. Pilzk. 10: 105 (1931) f. parazurea
- Russula parazurea f. purpurea Singer, Annls mycol. 33(5/6): 321 (1935)
- Russula parazurea f. dibapha Romagn., Bull. mens. Soc. linn. Lyon 31(1): 175 (1962)
- Russula parazurea f. dibapha Romagn., Russules d'Europe Afr. Nord: 286 (1967)
- Russula parazurea var. ochrospora Nicolaj ex Quadr. & W. Rossi, Boll. Gruppo Micol. 'G. Bresadola' (Trento) 27(3-4): 22 (1984)
- Russula ochrospora (Nicolaj ex Quadr. & W. Rossi) Quadr., Docums Mycol. 14(no. 56): 32 (1985)[3]

### Specie simili
- Russula cyanoxantha, dalla quale si differenzia solamente per le lamelle non lardacee e per la sporata giallo-ocracea anziché bianca.

Può essere confusa con altre Russule del gruppo delle Griseinae: 
- Russula azurea, che cresce sotto peccio (Picea abies)
- Russula atroglauca, che invece è tipica dei boschi di betulle.